# Timbiriche (jogo)
Timbiriche, também conhecido por pontinhos, (em inglês, Dots and Boxes, Boxes, Squares, Paddocks, Square-it, Dots and Dashes, Dots, Smart Dots, Dot Boxing, ou Dot Game) é um jogo de lápis e papel jogado por duas pessoas, e publicado inicialmente em 1889 por Édouard Lucas.

Jogo de Timbiriche em um tabuleiro 2×2.

Iniciando como uma malha vazia de pontos, os jogadores revezam turnos e precisam marcar linhas horizontais e verticais entre tais pontos. O jogador que completar a quarta aresta de um quadrado 1×1 recebe um ponto e ganha mais um turno, além de marcar a inicial de seu nome no quadrado. O jogo é finalizado quando não há mais linhas a serem escritas, e vence quem tiver mais pontos.
O tabuleiro pode ser de qualquer tamanho.